# Amaro Don Corleone

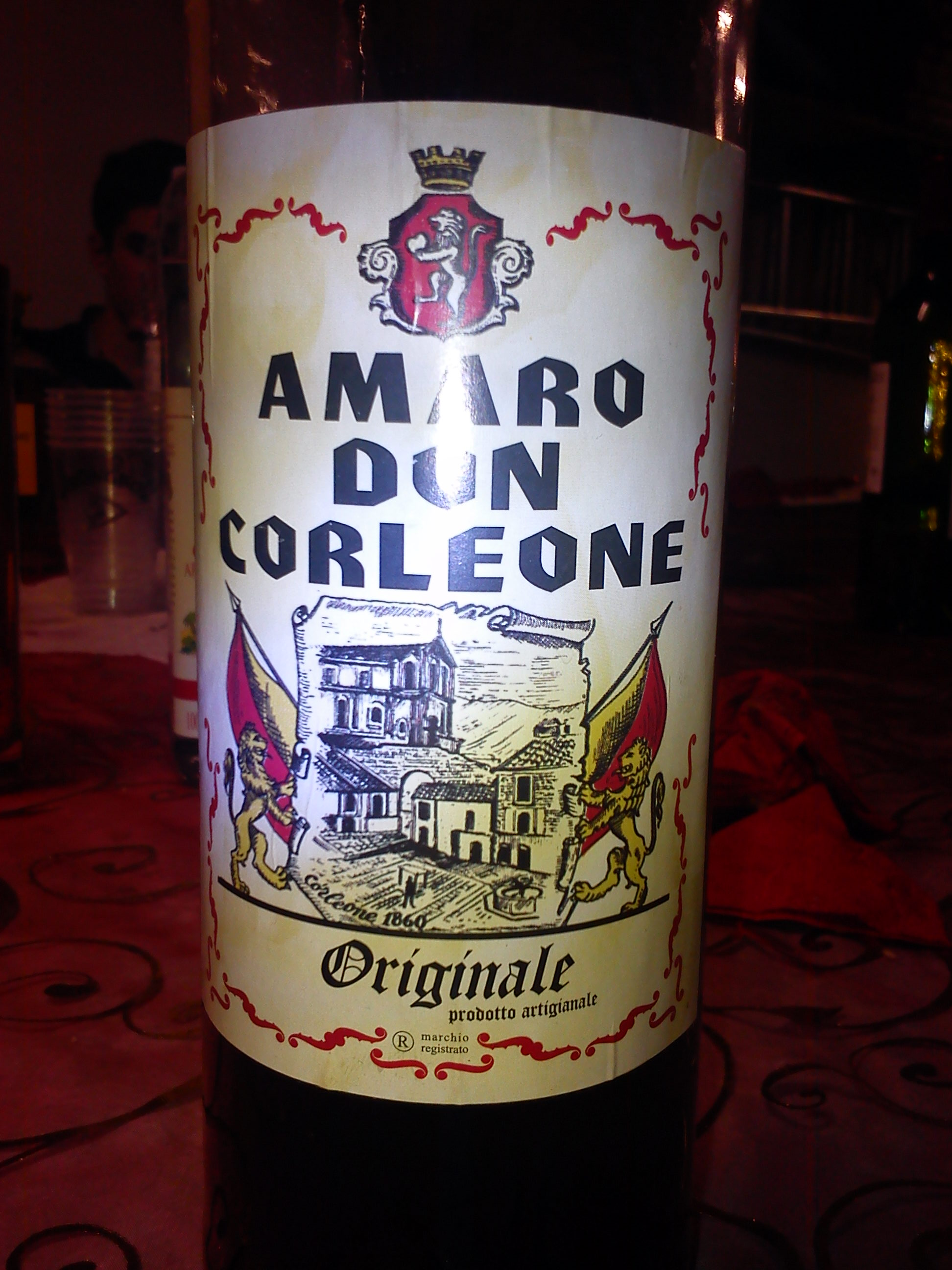
Bouteille d'amer Don Corleone

L'Amaro Don Corleone est un amer italien créé en 1984, fabriqué à Lercara Friddi en Sicile.

## Référence à la mafia
Le nom de cet amer est tiré du personnage du livre Le Parrain, Don Corleone, qui tient lui-même son nom du village où l'amer est produit. Rendu populaire par le film Le Parrain, adapté du roman de Mario Puzo, ce nom et les références au film donnent aujourd'hui lieu à toute une série de produits souvenirs proposés aux touristes visitant le village.
Bien que jouant sur le succès de ce film sur la mafia, il est à noter que l'Amaro Don Corleone est associé à la lutte anti-mafia et est même vendu en tant que produit anti-mafia lors des ventes organisées par des associations de Libera et est présent dans les Botteghe della legalità (Boutiques de la légalité).

## Caractéristiques
Présentant 30 degrés d'alcool, c'est un amer de couleur foncée qui présente un goût sucré et légèrement médicinal. Issu de la macération d'herbes et d'extraits naturels, il se boit sec ou sur glace.